# Louise de Saxe-Gotha-Altenbourg (1756-1808)
Titre
Duchesse de Mecklembourg-Schwerin (en)
24 avril 1785 – 1er janvier 1808
(22 ans, 8 mois et 8 jours)
La princesse Louise de Saxe-Gotha-Altenbourg, (allemand : Luise, Prinzessin von Saxe-Gotha-Altenburg) née le 9 mars 1756 à Roda et morte le 1er janvier 1808 au château de Ludwigslust, est duchesse de Mecklembourg-Schwerin par son mariage avec Frédéric-François Ier de Mecklembourg-Schwerin.

## Biographie
Louise est le quatrième et dernier enfant de Jean-Auguste de Saxe-Gotha-Altenbourg et de la comtesse Louise Reuss de Schleiz (pt). Après la mort de sa mère, en 1773, elle et sa sœur Augusta (pt) ont co-hérité du titre de comtesse de Limpourg-Gaildorf de Guillaume-Henri Schenk de Limpourg-Gaildorf (mort en 1690 sans héritier mâle),. Les deux sœurs ont conservé leur portions de l'héritage Limpourg-Gaildorf  (1/4 de l'Amt Gaildorf et 1/16 de la ville de Gaildorf) jusqu'en 1780, quand elles ont vendu leur part à Charles II de Wurtemberg.
A Gotha le 1er juin 1775, Louise épouse Frédéric-François Ier de Mecklembourg-Schwerin, le seul fils du duc Louis de Mecklembourg-Schwerin et de son épouse Charlotte de Saxe-Cobourg-Saalfeld. Ils ont eu six enfants:
- Fille (mort-né 7 mai 1776), enterré dans le Schelfkirche Saint-Nicolas de Schwerin[5].
- Fils (mort-né le 11 mai 1777), enterré dans le Schelfkirche Saint-Nicolas de Schwerin.
- Frédéric-Louis de Mecklembourg-Schwerin (13 juin 1778 – 29 novembre 1819). Il épouse Hélène Pavlovna de Russie, fille de Paul Ier de Russie et de Sophie-Dorothée de Wurtemberg. Ils sont les parents de Paul-Frédéric de Mecklembourg-Schwerin. Par son second mariage, il est le père d'Hélène de Mecklembourg-Schwerin, duchesse d'Orléans.
- Louise-Charlotte de Mecklembourg-Schwerin (19 novembre 1779 – 4 janvier 1801). Mariée à Auguste de Saxe-Gotha-Altenbourg. Ils sont les parents de Louise de Saxe-Gotha-Altenbourg, mère d'Albert de Saxe-Cobourg-Gotha, et donc les ancêtres de la famille royale britannique.
- Gustave-Guillaume (de) (31 janvier 1781 – 10 janvier 1851).
- Charles (de) (2 juillet 1782 – 22 mai 1833).
- Charlotte-Frédérique de Mecklembourg-Schwerin (4 décembre 1784 – 13 juillet 1840). Mariée à Christian VIII de Danemark. Ils sont les parents de Frédéric VII de Danemark.
- Adolphe (de) (18 décembre 1785 – 8 mai 1821).